# 莫里茨·路德维希
莫里茨·路德维希（德語：Moritz Ludwig，2001年9月14日—），德国男子曲棍球运动员。他曾代表德国国家队参加2024年夏季奥林匹克运动会男子曲棍球比赛，获得一枚银牌。